# Халкіда
Халкіда (грец. Χαλκίδα), або Халкіс (за катаревусою) — грецьке місто, столиця нома Евбея, в античні часи — незалежне місто-держава, в середньовіччі було відоме під італійською назвою Негропонте (італ. Negroponte — «чорний міст»), яка також поширювалось на весь острів Евбея. Розташоване на обох берегах протоки Евріна, що відділяє Евбею від материкової Беотії.

## Історія

### Раннє піднесення
Перше поселення на місці Халкіди виникло приблизно у 3000 році до н. е. Існувало місто і за мікенських часів. Цар Халкідеон і його евбейські піддані згадуються і в «Іліаді». Однак справжній розквіт Халкіди припадає на IX—VIII століття до н. е. Зручне розташування на перехресті морських шляхів, що з'єднували Балканську Грецію з грецькими поселеннями на островах Егейського моря і в Малій Азії, родюча земля Евбеї, поклади заліза і міді (саму назву «Халкіс» пов'язують зі грец. χαλκóς — мідь) швидко перетворили її на одну з провідних грецьких держав. Халкіда одна з перших почала карбувати власну монету, запровадивши в своїх володіннях єдину систему мір — так звані «евбейські міри».

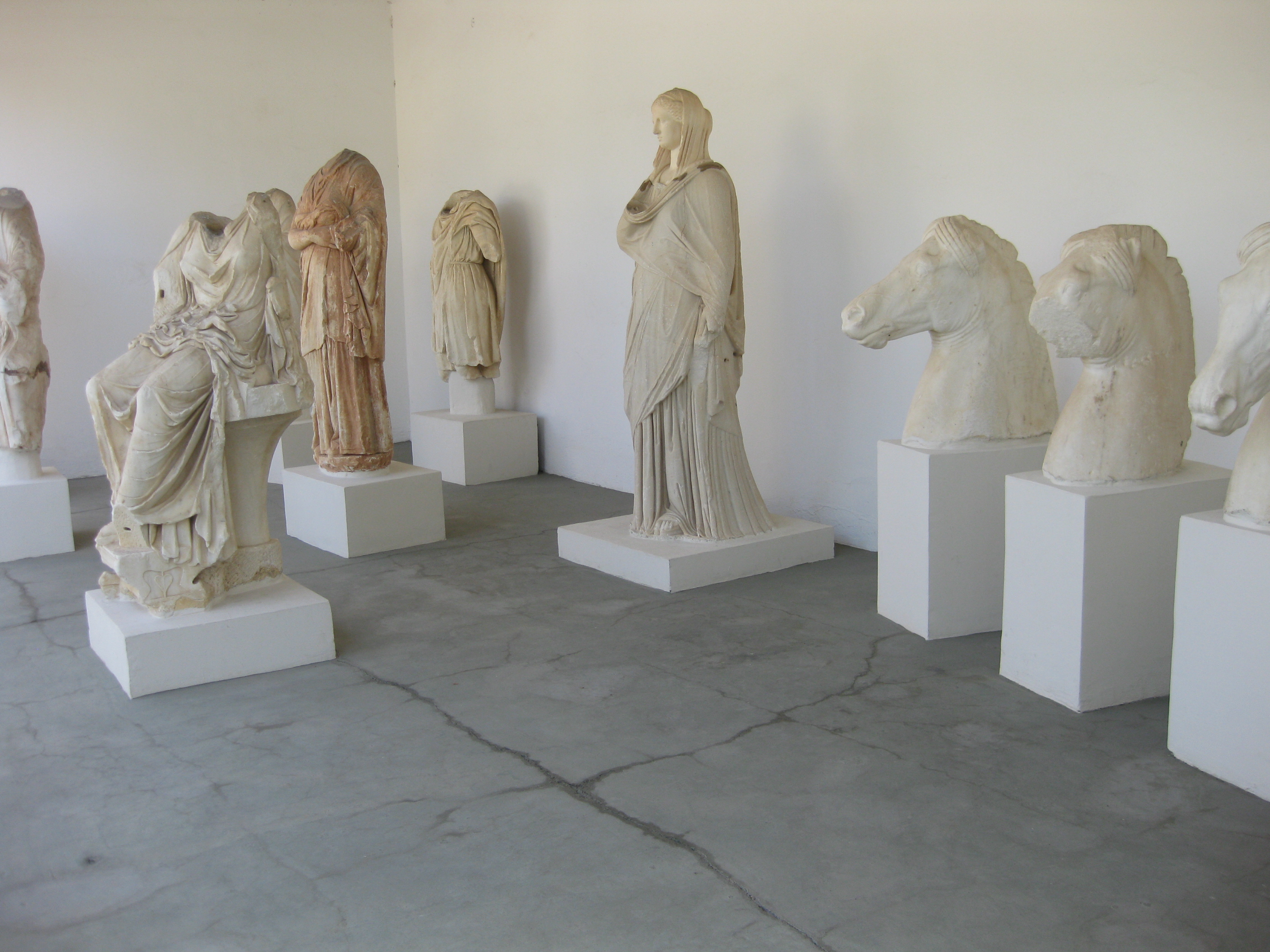
Археологічний музей Халкіди

Про царську владу в Халкіді повідомлень не залишилося, що може свідчити про її дуже раннє скасування. Принаймні з початку VIII століття до н. е. всю владу зосередили в своїх руках представники аристократії — так званих гіппоботів (у перекладі — «годувальників коней»). Із знаті формувалася кіннота — головна ударна сила халкідського війська. Гіппоботи отримували й левову частину доходів від посередницької торгівлі (отримавши за це навіть епітет «жирних»). Власне, лише їм було під силу споряджати кораблі у далекі експедиції. Халкіда однією з перших в Греції почала створювати власні колонії. Найдавнішими з них можна вважати Посейдонію (Аль-Міну) у Сирії і Пітекуси в Італії, що були «виведені» приблизно у другій чверті VIII століття до н. е. У 750 р. до н. е. були засновані Куми, через кілька років — Занкла і Регій, у 735 р. до н. е. — Наксос (біля сучасної Таорміни), у 728 р. до н. е. — Леонтіни і Катана. Швидше за все, саме за посередництвом халкідян населення Італії запозичило й пристосувало до своїх потреб абетку. У Халкідиці містяни заснувалі біля тридцяти колоній, внаслідок чого півострів власне і отримав таку назву.

#### Колонії Халкіди
| - Посейдонія - Пітекуси - Куми - Занкла - Регій | - Наксос - Леонтіни - Катана - Олінф - Тороні |

### Конфлікти і занепад

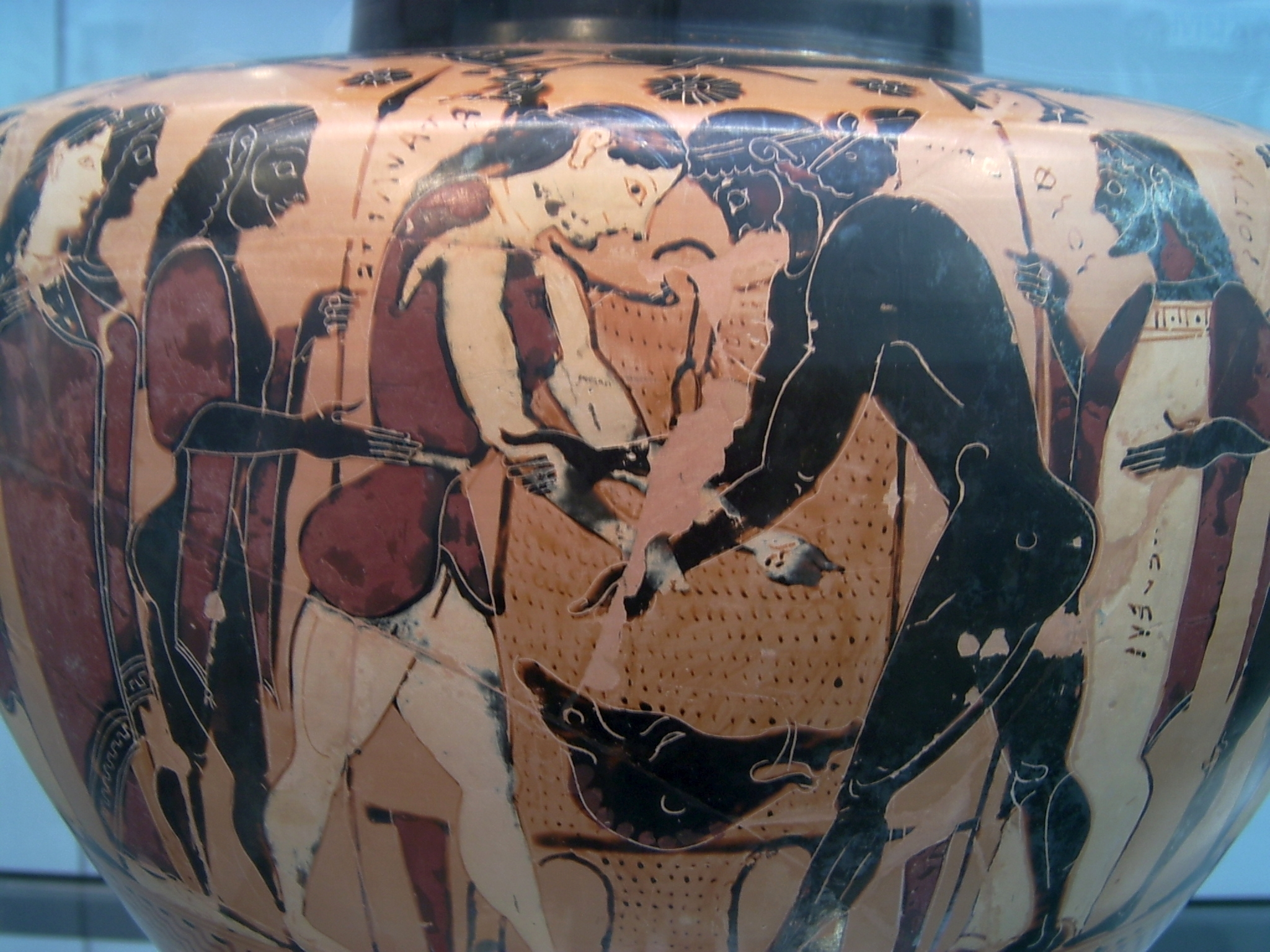
Пелей і Аталанта, чорнофігурна халкідська гідрія, 550 до н. е., Державне античне зібрання, Мюнхен

Боротьба за доходи від торгівлі, доступ до покладів заліза і міді, землі на самій Евбеї призвела до конфлікту Халкіди із найближчим сусідом і колишнім партнером Еретрією. Приводом для війни стала суперечка за Лелантську рівнину, внаслідок чого і сама війна отримала назву Лелантської війни (720 — 660 роки до н. е.). Війна складалася із окремих сутичок і кампаній, і до неї було поступово втягнуто більшість впливових грецьких міст. Халкідянам вдалося заручитися підтримкою Коринфа (в якого був власний конфлікт з Еретрією щодо Керкіри), власних колоній у Халкідиці, Самоса, Еріфр і врешті-решт фессалійців, чия допомога у підсумку і забезпечила формальну перемогу Халкіді — її архонт Тиннонд, по суті, продиктував супротивнику умови миру. Лелантська рівнина дісталася халкідянам, проте їхня держава вийшла з війни настільки виснаженою, що швидко втратила вплив у грецькому світі, поступившись роллю гегемона власному союзнику — Коринфу.
Загострилися і внутрішні протиріччя у місті. Скориставшись невдоволенням всевладдям гіппоботів, владу захоплює тиран Антилеонт. Втім, влада його була недовгою, і після вбивства тирана до влади повернулися гіппоботи — в Халкіді утвердився режим олігархії. Невдовзі, втім, тиранію встановив Фокс, а коли і його вбили змовники-аристократи, гору врешті взяли прихильники демократії.

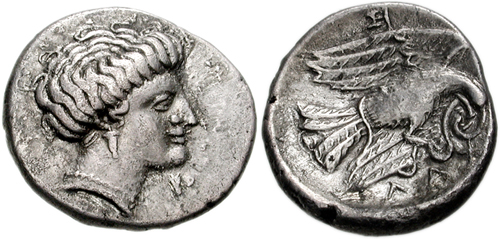
Халкідська драхма, 338—308 роки до н. е.

Наприкінці VI столітті до н. е. халкідяни в союзі зі спартанцями і беотійцями розпочали військові дії проти Афін, але були розбиті. Афіняни десантувалися на Евбеї і відняли злощасну Лелантську рівнину, роздавши її землі власним колоністам (клерухам). З початком воєн з Персією, щоправда, клерухи повернулися додому, і відносини між двома державами налагодилися. З кінця VI до середини IV століття до н. е. (з перервою під час Пелопоннеської війни (431—404 роки) Халкіда перебувала у сфері впливу Афін. Після перемоги фіванців під Левктрами — приєднується до переможців, потім повертається до союзу з Афінамі і врешті-решт переорієнтовується на Македонію. Тиран Халкіди Калліас навіть сподівався за підтримки Філіппа II Македонського об'єднати під своєю владою всю Евбею. Лише після провалу цих планів Халкіда приєднується до антимакедонської коаліції.
З 338 до н. е. — під владою Македонії, її царі використували фортецю Халкіди як базу під час військових операцій у Середній Греції. З цією ж метою у 192 до н. е. її захопив Антіох III. Після 168 до н. е. — Халкіда опинилася під контролем Риму. У 146 до н. е. за участь в антиримському повстанні місто було розграбоване, укріплення зриті, але згодом відновлені. З Халкіди висаджувався у Греції Мітрідат VI Евпатор, проте цього разу повернення римлян принесло Халкіді спокій і навіть процвітання — як провінційному містечку великої імперії.

### Середньовіччя і Новий час

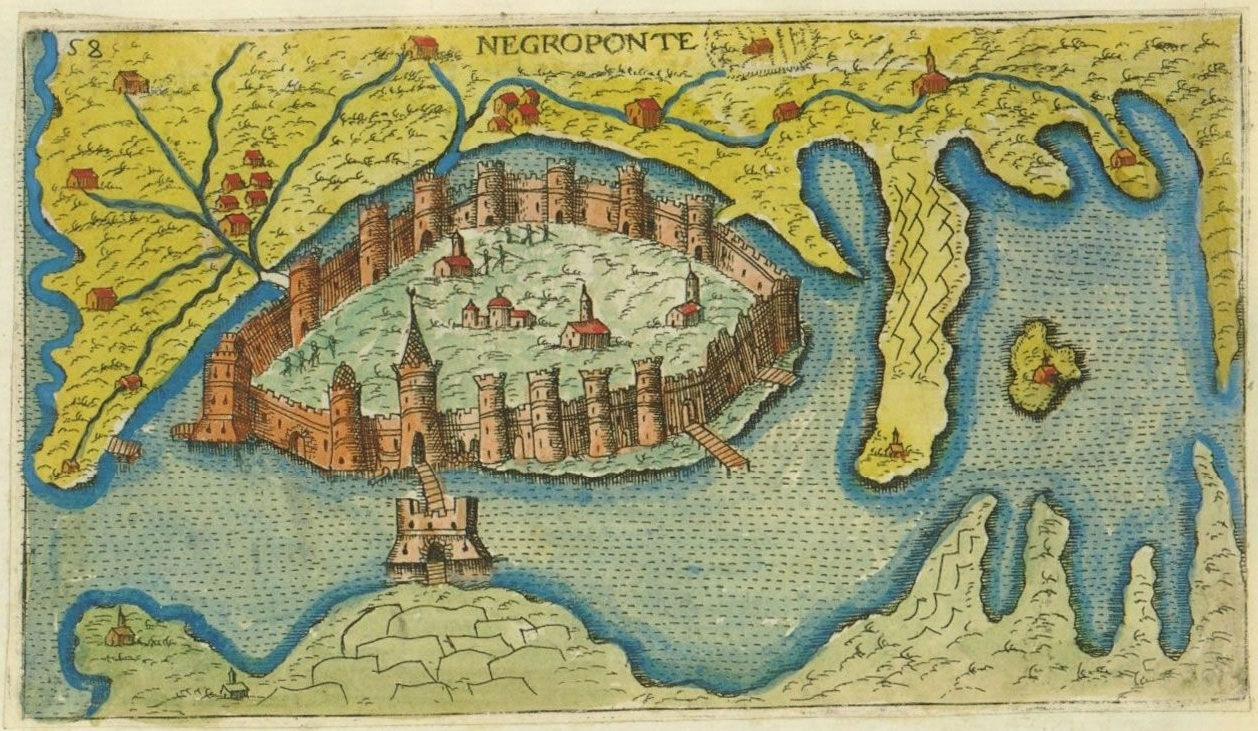
Халкіда і Негропонте на венеційській мапі 1597 року

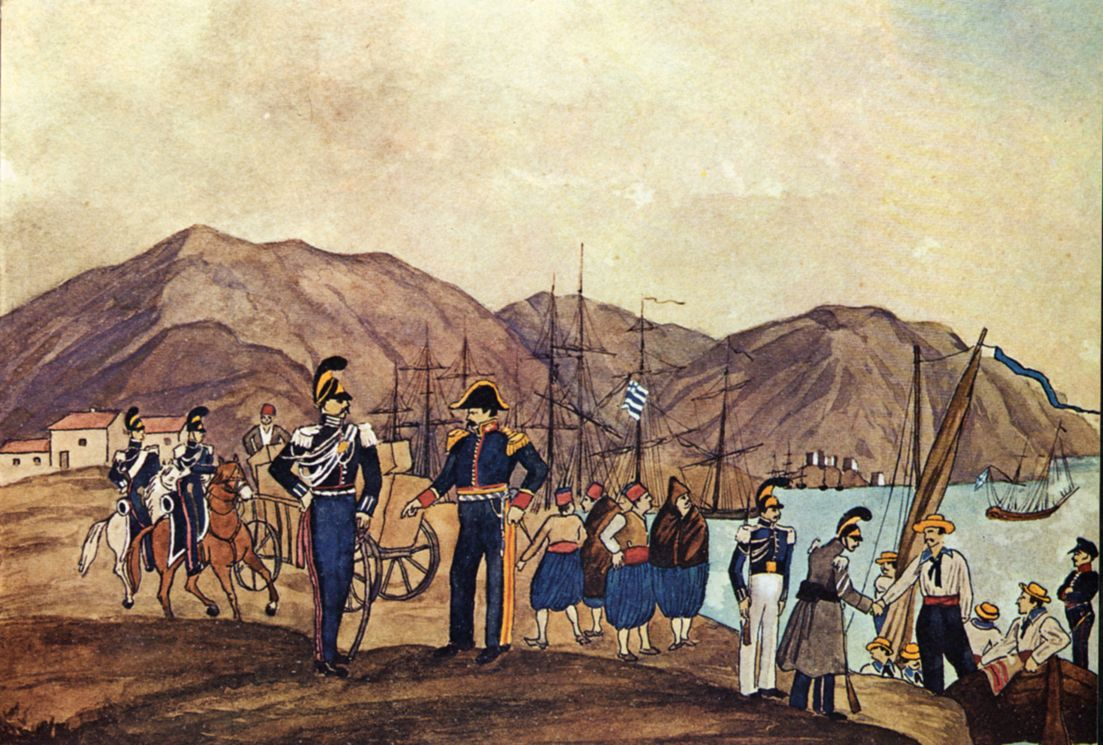
Халкідська бухта у 1830, акварель Людвига Кельнбергера

У VI ст. Фортецю Халкіди відновили і розбудували візантійці. У 1157 р. місто пограбували нормани. У 1204 році, після захоплення Константинополя хрестоносцями, Халкіду, яку франки офіційно називали на свій лад Негропонте (з італійської перекладається як «чорний міст»), а після переселення до нього сотень італійських лицарів напівжартома — città de' Lombardi, серед інших володінь віддали Боніфацію Монферратському — новоспеченому королю Фессалонікійському, а той віддав його як феод фламандцю [Жак д'Авен II|Жаку д'Авену]]. Той навіть встиг укріпити халкідські мури, але наступного року помер. Евбею поділили між трьома веронськими баронами, один з яких — Равано далле Карчері згодом об'єднав острів під своєю владою і уклав в 1209 році угоду з Венецією, за якою Евбея (під іменем «Негропонтська сеньйорія» (італ. Signoria di Negroponte)) і сама Халкіда були передані під венеційську владу.
У 1470 році, під час Першої османсько-венеційської війни, після важкої майже місячної облоги Негропонте захопило османське військо на чолі з султаном Мехметом Завойовником. 

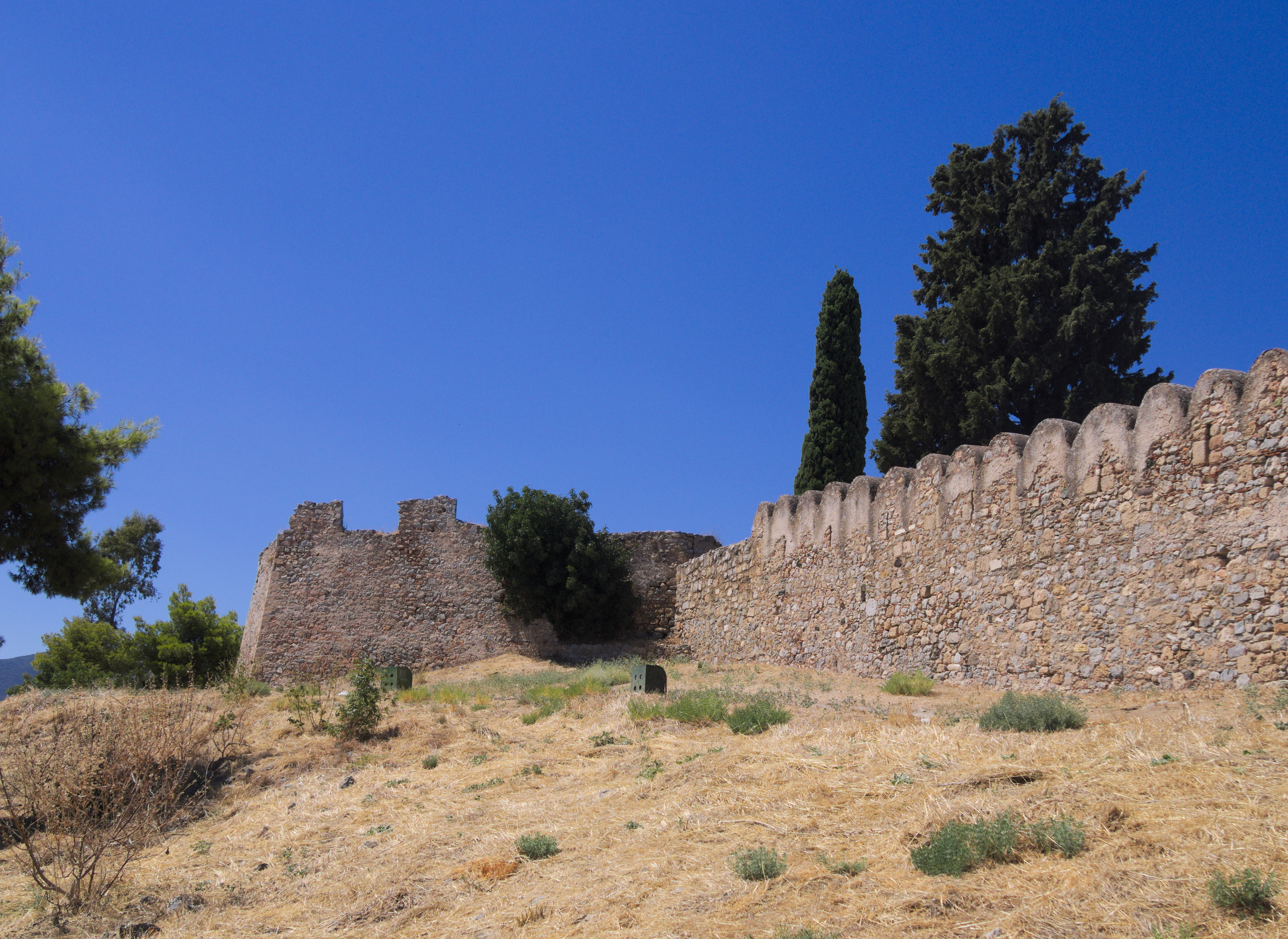
Фортеця Карабаба

Османи укріпили місто побудувавши в 1684 році на його пагорбі фортецю Карабаба, яка з міською фортецею контролювала протоку та місто. Фортеця має розмір 54 на 240 метрів, орієнтована на південний захід, посилена валом вздовж північного муру, трьома бастіонами, один з яких шестикутний розташований в її східній стороні та однією великою семигранною вежею в західній частині фортеці, товщина стін якої сягає 3,5 метрів, а в її підземеллі розташовувався резервуар для водию
Докладніше: Фортеця Карабаба
Місто перебувало в складі Османської імперії до 1833 року, допоки не було приєднане до незалежної Греції після подій грецької національно-визвольної війни 1821—1829 років.

## Населення
| Рік  | Місто  | Муніципалітет |
| ---- | ------ | ------------- |
| 1981 | 44,847 | —             |
| 1991 | 51,646 | 60,646        |
| 2001 | 53,584 | 92.909        |

## Персоналії
- Георгіос Папаніколау — піонер цитології та виявлення ракових захворювань на ранніх стадіях.
- Янніс Скарібас — грецький письменник, поет, драматург.
- Константінос Калліас — грецький політик, заснував Партію національного єднання.
- Ніколаос Скалькотас — композитор, член Другої венеційської школи.
- Янніс Анастасопулос — сучасний грецький письменник.
- Мордехай Фрізіс — герой греко-італійської війни 1940 року.

## Галерея

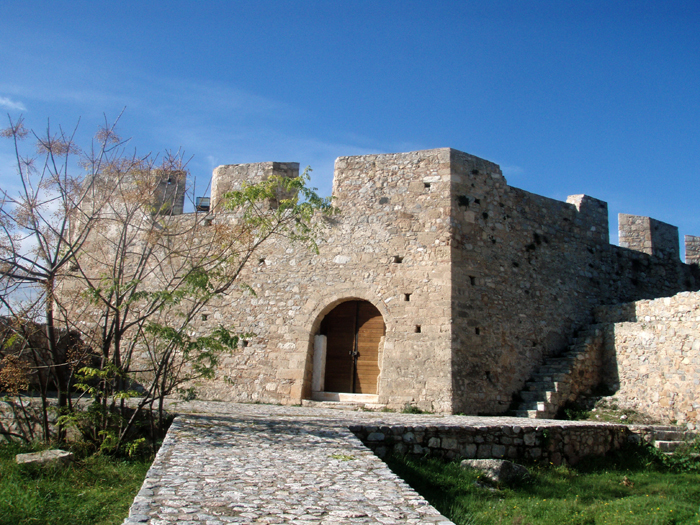
Фортеця Халкіди
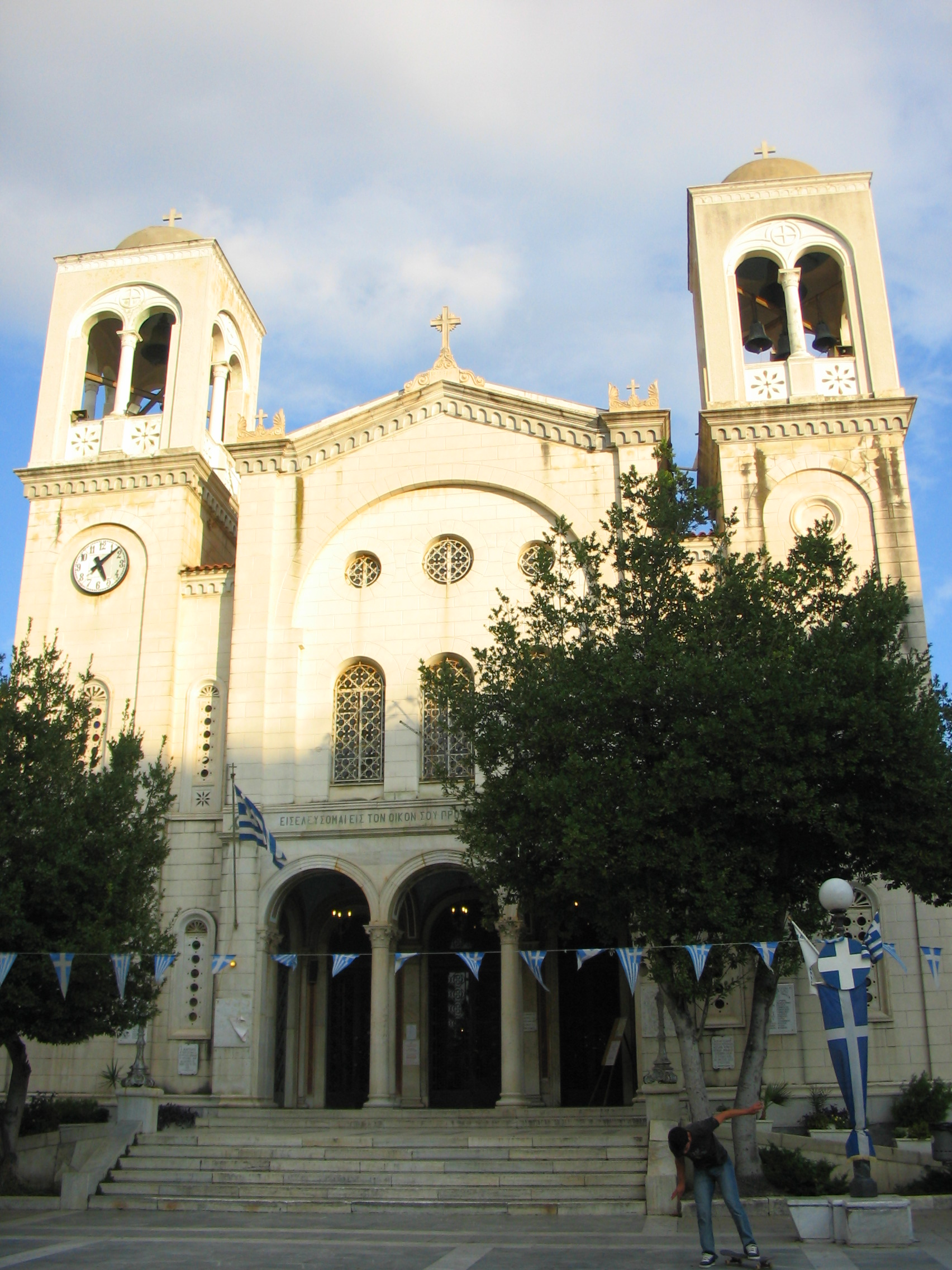
Церква святого Миколая
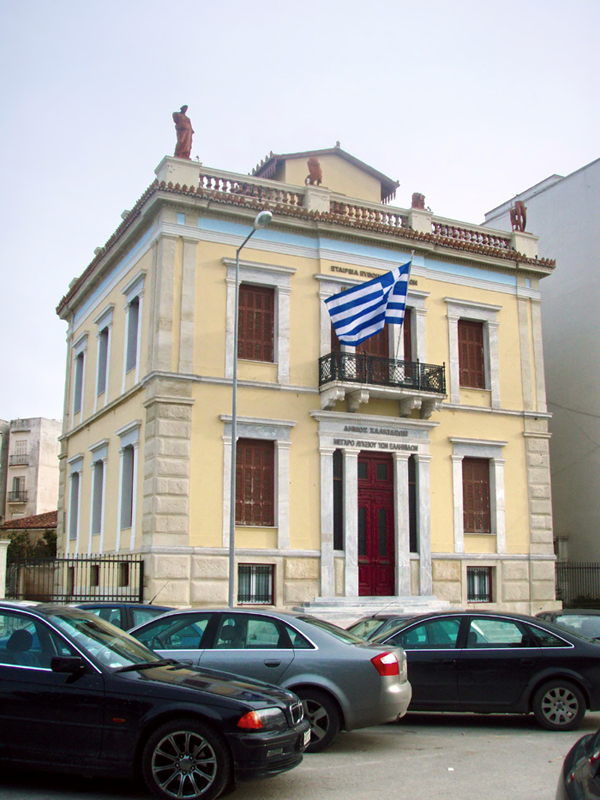
Стара міська ратуша
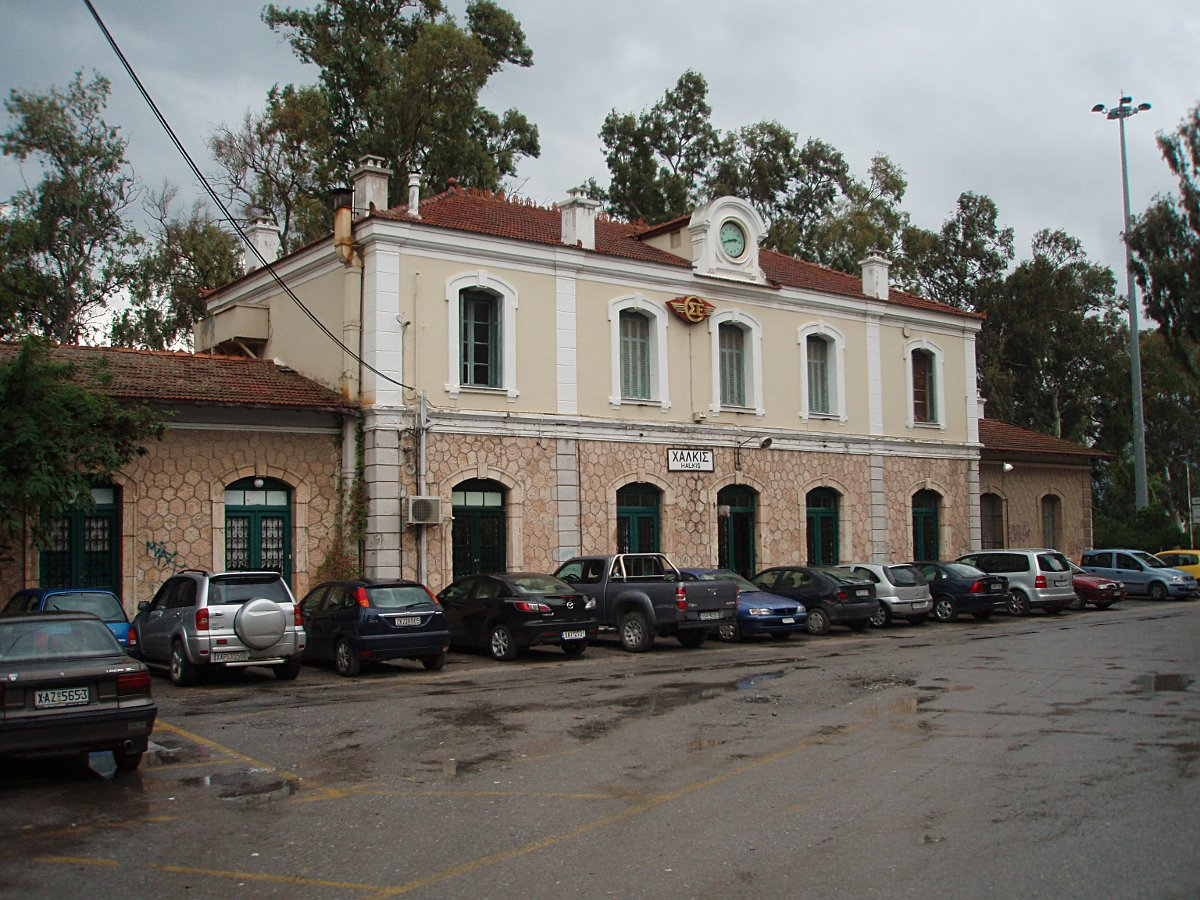
Стара залізнична станція
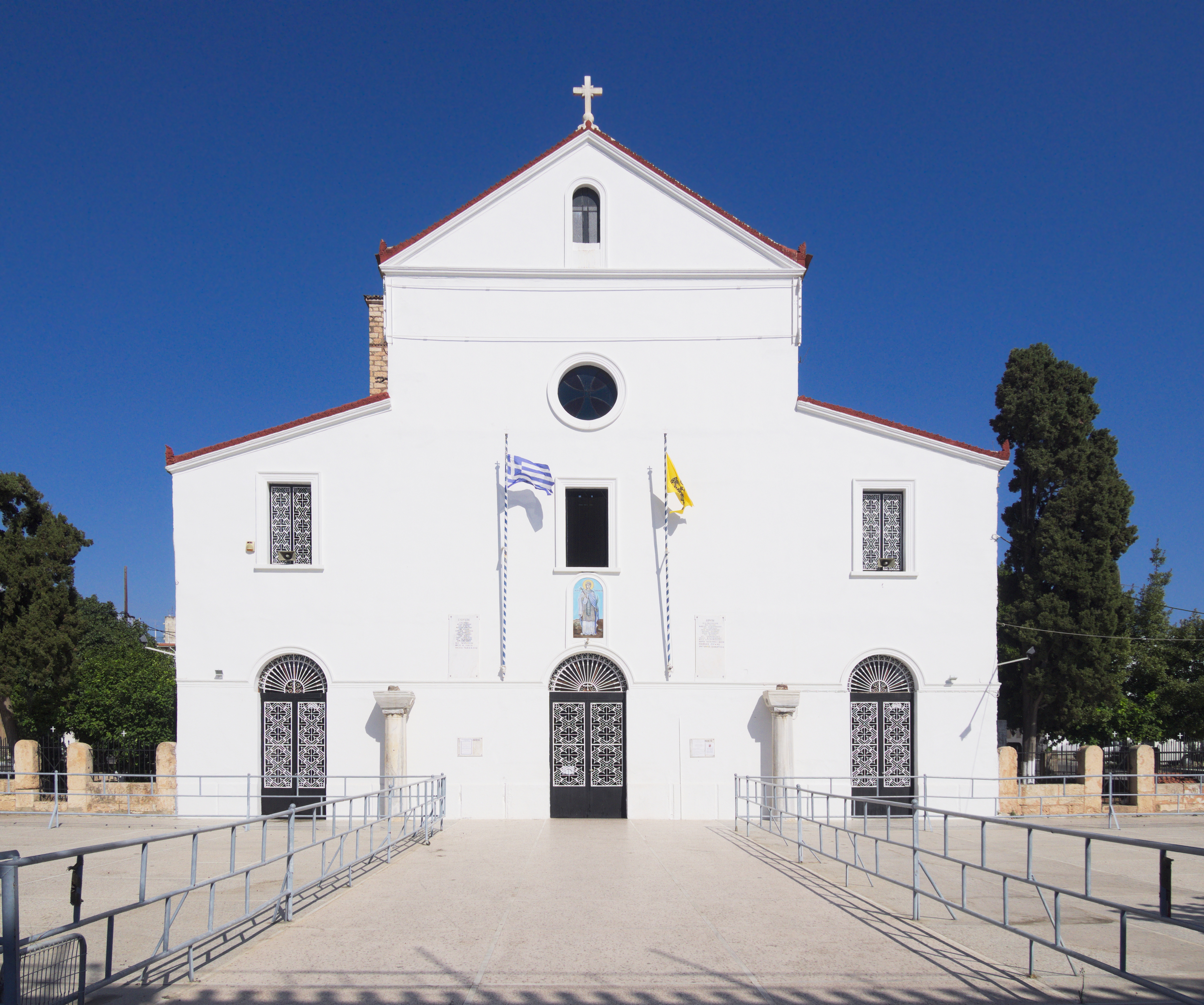
Церква святої Параскеви
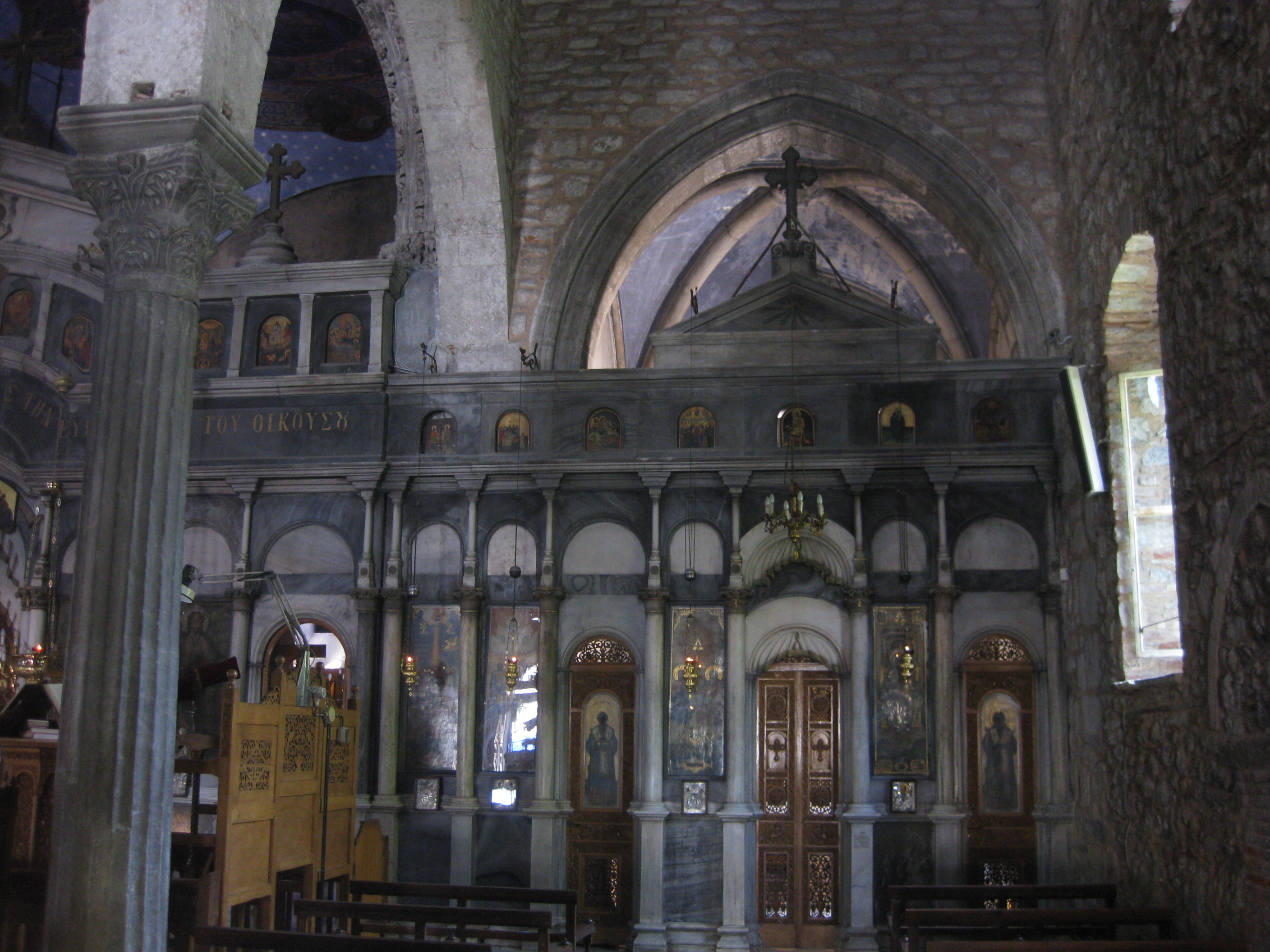
Інтер'єр церкви святої Параскеви
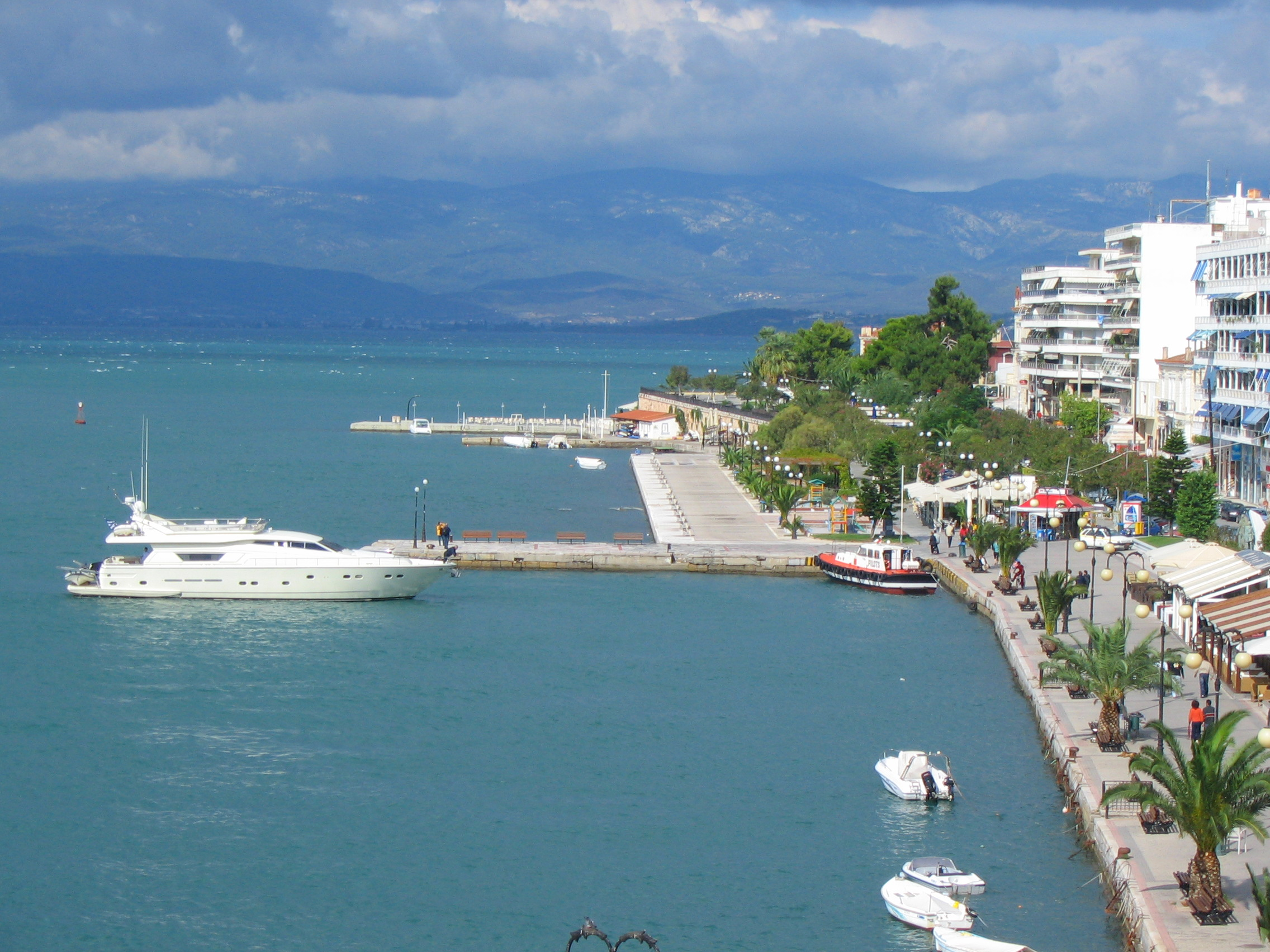
Набережна Халкіди
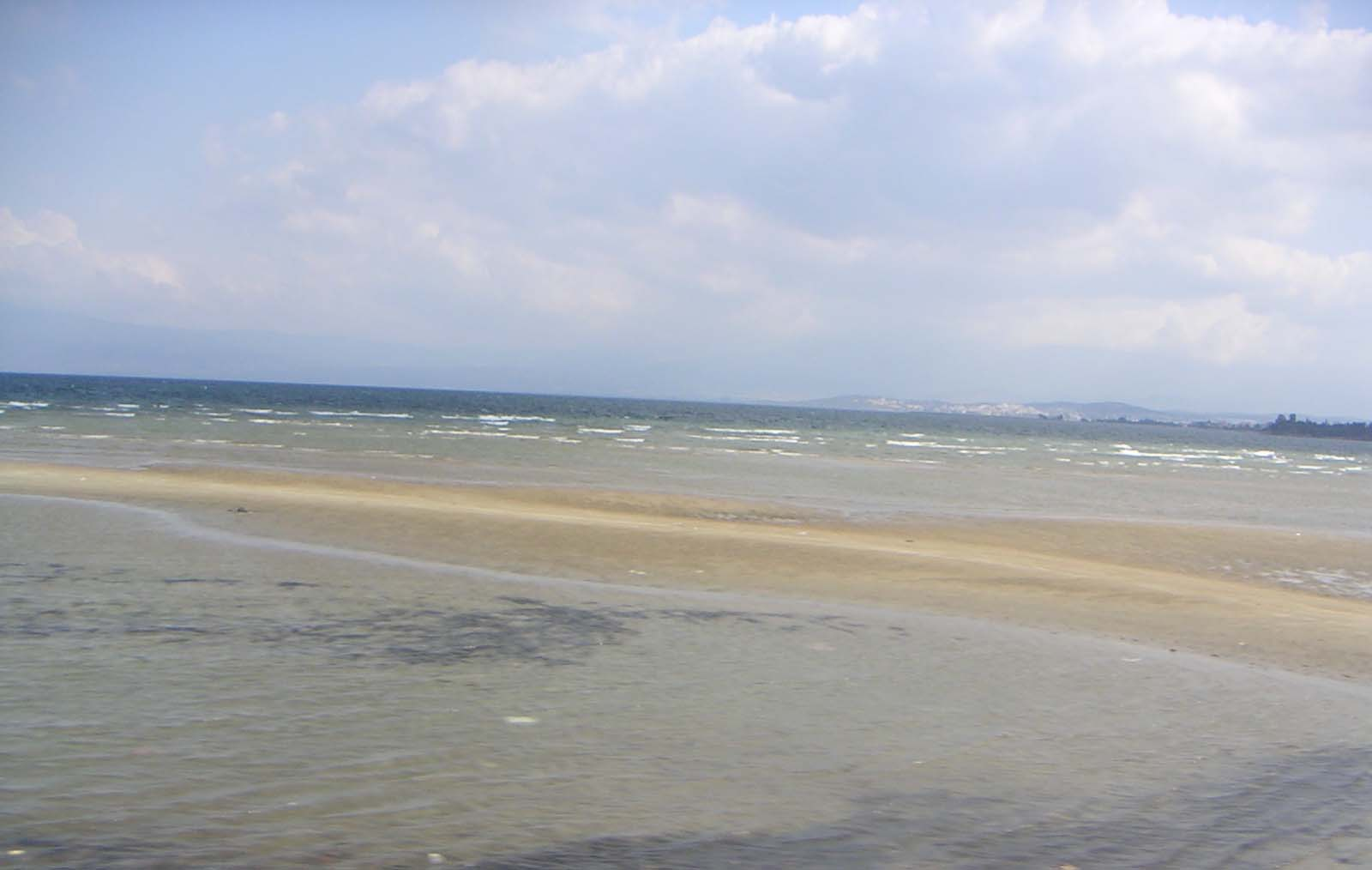
Пляж Халкіди